# Johann Thies
Johann Thies (* 5. Oktober 1898 in Bremen; † 12. November 1969 in Verden) war ein deutscher Pädagoge und Politiker (CDU).

## Leben
Thies arbeitete zunächst als Volks- und Mittelschullehrer. Nach der Machtübernahme der Nationalsozialisten wurde er 1933 entlassen und war anschließend in der freien Wirtschaft tätig. Auf Einladung der jugoslawischen Regierung unternahm er 1937 eine geopolitische Studienreise. 1939 wurde er notdienstverpflichtet und mit der Leitung des Ernährungs- und Wirtschaftsamtes in Verden beauftragt. Thies war seit 1949 als Schulrat im Landkreis Rotenburg tätig und wurde 1956 Bundesvorsitzender des Deutschen Lehrerbundes.

### Abgeordneter
Thies war seit 1952 Ratsmitglied der Stadt Verden und Kreistagsmitglied des Kreises Verden. Dem Deutschen Bundestag gehörte er vom 30. Mai 1956, als er für den verstorbenen Abgeordneten Wilhelm Naegel nachrückte, bis 1957 an. Er war über die Landesliste Niedersachsen ins Parlament eingezogen.

### Öffentliche Ämter
Thies amtierte 1945/46 sowie erneut von 1961 bis 1964 als Bürgermeister der Stadt Verden. Außerdem war er zeitweise Landrat des Kreises Verden. Von 1945 bis 1948 fungierte er als Präsident des Regierungsbezirkes Stade.